# Труханова Наталія Володимирівна
Наталія Володимирівна Труханова (1885 , Київ  — 1956 , Москва ) — російська балерина.

## Життєпис
Дочка російського актора, прем'єра київської оперети, Володимира (Едмунда, на честь героя п'єси Александра Дюма «Кін») Давидовича Бостунова та Марі Браун — француженки, уродженки Ельзасу.
Після приїзду з матір'ю до Москви, у віці п'ятнадцять з половиною років, вийшла заміж за поручика Б. Ф. Труханова (одружившись, вона вирватися з-під сімейної опіки), з яким незабаром розлучилася.
З 1904 року жила у Франції. У короткий термін перетворилася на великого майстра танцю. Працювала і була знайома з Сергієм Дягілєвим, Федором Шаляпіним, Ріхардом Штраусом, Айседорою Дункан . Її друзями, колегами, однодумцями стали Моріс Равель, Макс Рейнгардт, Каміль Сен-Санс, на музику якого «Танець смерті» Труханова створила хореографічну мініатюру, яка вразила композитора. Леоніда Собінова в одному з листів з подивом зазначав: «Труханова вся сповнена думок про свої танці. Я навіть не очікував, що це у неї таке серйозне заняття… На столі у неї фотографія Массне з найприємнішим написом. Наступного сезону вона танцює тут новий балет його».
У 1911 році Поль Дюка присвятив артистці свій балет «Пері», який вона виконала в 1912 році в Парижі. З 1918 року була дружиною Олексія Ігнатьєва, з яким у 1937 році приїхала до Радянського Союзу.
Автор спогадів «На сцені та за лаштунками», відзначеними академіком Євгеном Тарле як «чарівні мемуари, сповнені чоловічого розуму та чарівної жіночності».